# Hubiwka
Hubiwka (ukr. Губівка) – wieś na Ukrainie, w obwodzie kirowohradzkim, w rejonie kropywnyckim, w hromadzie Kompanijiwka. W 2001 liczyła 721 mieszkańców, spośród których 698 wskazało jako ojczysty język ukraiński, 14 rosyjski, 1 mołdawski, 1 rumuński, 3 białoruski, 1 polski, a 3 inny.